# دینگولفینگ
شهر دینگولفینگ در ایالت بایرن در کشور آلمان واقع شده است.